# گایاکول‌سولفونات
گایاکول‌سولفونات (انگلیسی: Guaiacolsulfonate) یک اسید سولفونیک آروماتیک است که در پزشکی به عنوان اکسپکتورانت استفاده می‌شود.